# بطولة العالم لكرة اليد على الكراسي المتحركة 2022
بطولة العالم لكرة اليد على الكراسي المتحركة 2022 هي النسخة الأولى من البطولة. أقيمت في صالة حسن مصطفى الرياضية بمدينة السادس من أكتوبر بمصر في الفترة من 22 إلى 25 سبتمبر 2022.
وتشهد البطولة مشاركة ستة فرق، هي الدولة المضيفة، وفريق واحد من آسيا، وفريقان من أوروبا، وفريقان من أميركا الجنوبية والوسطى. تُلعب المنافسة بفرق مختلطة، أي يجب أن يضم كل فريق لاعبتين على الأقل، ويجب أن تتواجد لاعبة واحدة على الأقل في الملعب في كل فريق في أي وقت.

## مؤهل
| حدث                                              | الوظائف الشاغرة | مؤهَل            |
| ------------------------------------------------ | --------------- | --------------- |
| اجتماع اللجنة التنفيذية للاتحاد الدولي لكرة اليد | 1               | مصر             |
| آسيا                                             | 1               | الهند           |
| أوروبا                                           | 2               | هولندا سلوفينيا |
| أمريكا الجنوبية والوسطى                          | 2               | البرازيل تشيلي  |

## الترتيب
| رتبة   | فريق     |
| ------ | -------- |
| الأول  | البرازيل |
| الثاني | مصر      |
| الثالث | سلوفينيا |
| 4      | تشيلي    |

## وصلات خارجية
الموقع الرسمي